# Angela Kulikov
Angela Kirsten Kulikov (Los Angeles, 31 marzo 1998) è una tennista statunitense.

## Biografia
Angela Kulikov ha vinto 10 titoli in doppio nel circuito ITF. Il 24 ottobre 2022 ha raggiunto il best ranking nel doppio raggiungendo la 57ª posizione, mentre nel singolare non è mai riuscita ad entrare in classifica.
Gioca nel college alla University of Southern California.

## Statistiche WTA

### Doppio

#### Vittorie (1)
| Legenda              |
| -------------------- |
| Grande Slam (0)      |
| Ori Olimpici (0)     |
| WTA Finals (0)       |
| WTA Elite Trophy (0) |
| Dal 2021             |
| WTA 1000 (0)         |
| WTA 500 (0)          |
| WTA 250 (1)          |

| N. | Data           | Torneo                         | Superficie  | Compagna     | Avversarie in finale      | Punteggio        |
| 1. | 23 luglio 2022 | Hamburg European Open, Amburgo | Terra rossa | Sophie Chang | Miyu Katō Aldila Sutjiadi | 6-3, 4-6, [10-6] |

#### Sconfitte (2)
| Legenda              |
| -------------------- |
| Grande Slam (0)      |
| Argenti Olimpici (0) |
| WTA Finals (0)       |
| WTA Elite Trophy (0) |
| Dal 2021             |
| WTA 1000 (0)         |
| WTA 500 (0)          |
| WTA 250 (2)          |

| N. | Data           | Torneo                         | Superficie  | Compagna            | Avversarie in finale                   | Punteggio |
| 1. | 9 ottobre 2022 | Jasmin Open, Monastir          | Cemento     | Miyu Katō           | Kristina Mladenovic Kateřina Siniaková | 2-6, 0-6  |
| 2. | 29 luglio 2023 | Hamburg European Open, Amburgo | Terra rossa | Miriam Kolodziejová | Anna Danilina Aleksandra Panova        | 4-6, 2-6  |

## Circuito WTA 125

### Doppio

#### Sconfitte (1)
| N. | Data           | Torneo                                | Superficie | Compagna    | Avversarie in finale    | Punteggio |
| 1. | 20 agosto 2022 | Odlum Brown Vancouver Open, Vancouver | Cemento    | Tímea Babos | Miyu Katō Asia Muhammad | 3-6, 5-7  |

## Statistiche ITF

### Doppio

#### Vittorie (10)
| Torneo $100.000 (2) |
| Torneo $80.000 (0)  |
| Torneo $60.000 (7)  |
| Torneo $40.000 (0)  |
| Torneo $25.000 (1)  |
| Torneo $15.000 (0)  |

| N.  | Data             | Torneo                                                 | Superficie  | Partner       | Avversarie                              | Punteggio            |
| 1.  | 17 agosto 2019   | Thoreau Tennis Open, Concord                           | Cemento     | Rianna Valdes | Elizabeth Halbauer Ingrid Neel          | 7-6(3), 4-6, [17–15] |
| 2.  | 3 ottobre 2021   | Berkeley Tennis Club Challenge, Berkeley               | Cemento     | Sophie Chang  | Liang En-shuo Lu Jiajing                | 6-4, 6-3             |
| 3.  | 5 febbraio 2022  | Georgia's Rome Tennis Open, Rome                       | Cemento (i) | Sophie Chang  | Emina Bektas Tara Moore                 | 6–3, 6(2)-7, [10–7]  |
| 4.  | 17 aprile 2022   | U.S. Pro Women's Clay Court Championships, Palm Harbor | Terra verde | Sophie Chang  | Irina Maria Bara Lucrezia Stefanini     | 6-4, 3-6, [10-8]     |
| 5.  | 23 aprile 2022   | Boar's Head Resort Women's Open, Charlottesville       | Terra verde | Sophie Chang  | Valentini Grammatikopoulou Alycia Parks | 2-6, 6-3, [10-4]     |
| 6.  | 28 maggio 2022   | Orlando USTA Pro Circuit Event, Orlando                | Cemento     | Sophie Chang  | Hanna Chang Elizabeth Mandlik           | 6–3, 2-6, [10–6]     |
| 7.  | 22 aprile 2023   | LTP Charleston Pro Tennis, Charleston                  | Terra verde | Sophie Chang  | Ashlyn Krueger Robin Montgomery         | 6-3, 6-4             |
| 8.  | 6 gennaio 2024   | Women's Arcadia, Arcadia                               | Cemento     | Ashley Lahey  | Haley Giavara Brandy Walker             | 6-3, 6-2             |
| 9.  | 3 febbraio 2024  | Georgia's Rome Tennis Open, Rome                       | Cemento (i) | Jamie Loeb    | Hailey Baptiste Whitney Osuigwe         | w/o                  |
| 10. | 1º febbraio 2025 | Georgia's Rome Tennis Open, Rome                       | Cemento (i) | Sophie Chang  | Whitney Osuigwe Eva Vedder              | 7-6(3), 6-4          |

#### Sconfitte (5)
| Torneo $100.000 (2) |
| Torneo $80.000 (0)  |
| Torneo $60.000 (2)  |
| Torneo $40.000 (0)  |
| Torneo $25.000 (0)  |
| Torneo $15.000 (1)  |

| N. | Data            | Torneo                                                   | Superficie  | Partner       | Avversarie                          | Punteggio           |
| 1. | 13 luglio 2019  | Cancun Tennis Cup, Cancún                                | Cemento     | Rianna Valdes | Ingrid Gamarra Martins Eduarda Piai | 7–6(1), 5–7, [9–11] |
| 2. | 30 gennaio 2022 | Orlando USTA Pro Circuit Event, Orlando                  | Cemento     | Rianna Valdes | Hailey Baptiste Whitney Osuigwe     | 6(7)-7, 5-7         |
| 3. | 30 aprile 2022  | LTP Charleston Pro Tennis, Charleston                    | Terra verde | Sophie Chang  | Katarzyna Kawa Aldila Sutjiadi      | 1-6, 4-6            |
| 4. | 13 maggio 2023  | Naples Women's Open, Naples                              | Terra verde | Sophie Chang  | Christina Rosca Astra Sharma        | 1-6, 6(13)-7        |
| 5. | 4 maggio 2025   | FineMark Women's Pro Tennis Championship, Bonita Springs | Terra verde | Makenna Jones | Marija Kozyreva Iryna Šymanovič     | 2-6, 2-6            |